# Ángulo de rampa

El ángulo de rampa o ángulo de ruptura es un parámetro que mide el máximo ángulo posible (generalmente expresado en grados) que un vehículo puede superar con al menos una rueda delantera y una rueda trasera, sin que el vértice de ese ángulo toque ningún punto del vehículo que no sean las ruedas. Esta definición depende de que las ruedas estén en contacto continuo con la(s) superficie(s) de apoyo. El ángulo de ruptura es un concepto distinto al de la altura libre, que es la distancia más corta entre el suelo y el punto más bajo del vehículo.

## Definición
El ángulo de rampa de un vehículo multieje es el máximo ángulo que puede presentar un cambio de rasante convexo entre dos planos inclinados, que permite determinar si un vehículo a baja velocidad puede acceder desde una rampa a un plano horizontal superior sin tocar la arista viva que conecta ambas superficies.
En la Reglamentación Comunitaria Europea, el ángulo de rampa se define de la siguiente manera:
El ángulo de rampa es el ángulo agudo más pequeño entre dos planos perpendiculares al plano longitudinal medio del vehículo que, bajo carga estática, son tangentes a los neumáticos de las ruedas delanteras y a los neumáticos de las ruedas traseras respectivamente, y cuyo punto de intersección toca la parte inferior rígida del vehículo fuera de las ruedas.
El ángulo de rampa es mayor cuanto menor sea la batalla y cuanto mayor sea la altura libre.
Dado que la distancia entre ejes de un vehículo (la batalla) no suele modificarse, se puede considerar que levantar la carrocería o la instalación de unos neumáticos con un diámetro mayor aumentan el ángulo de rampa. Sin embargo, como ocurre con casi todas las medidas similares para aumentar la capacidad todoterreno, estas medidas modifican la dinámica de los vehículos. Ambas variantes desplazan el centro de gravedad del vehículo hacia arriba y modifican la geometría del chasis, lo que puede alterar significativamente el comportamiento de frenado y, sobre todo, las características del paso por las curvas.

## Relevancia

Señal de advertencia del Manual MUTCD de un paso a nivel con un elevado ángulo de rampa

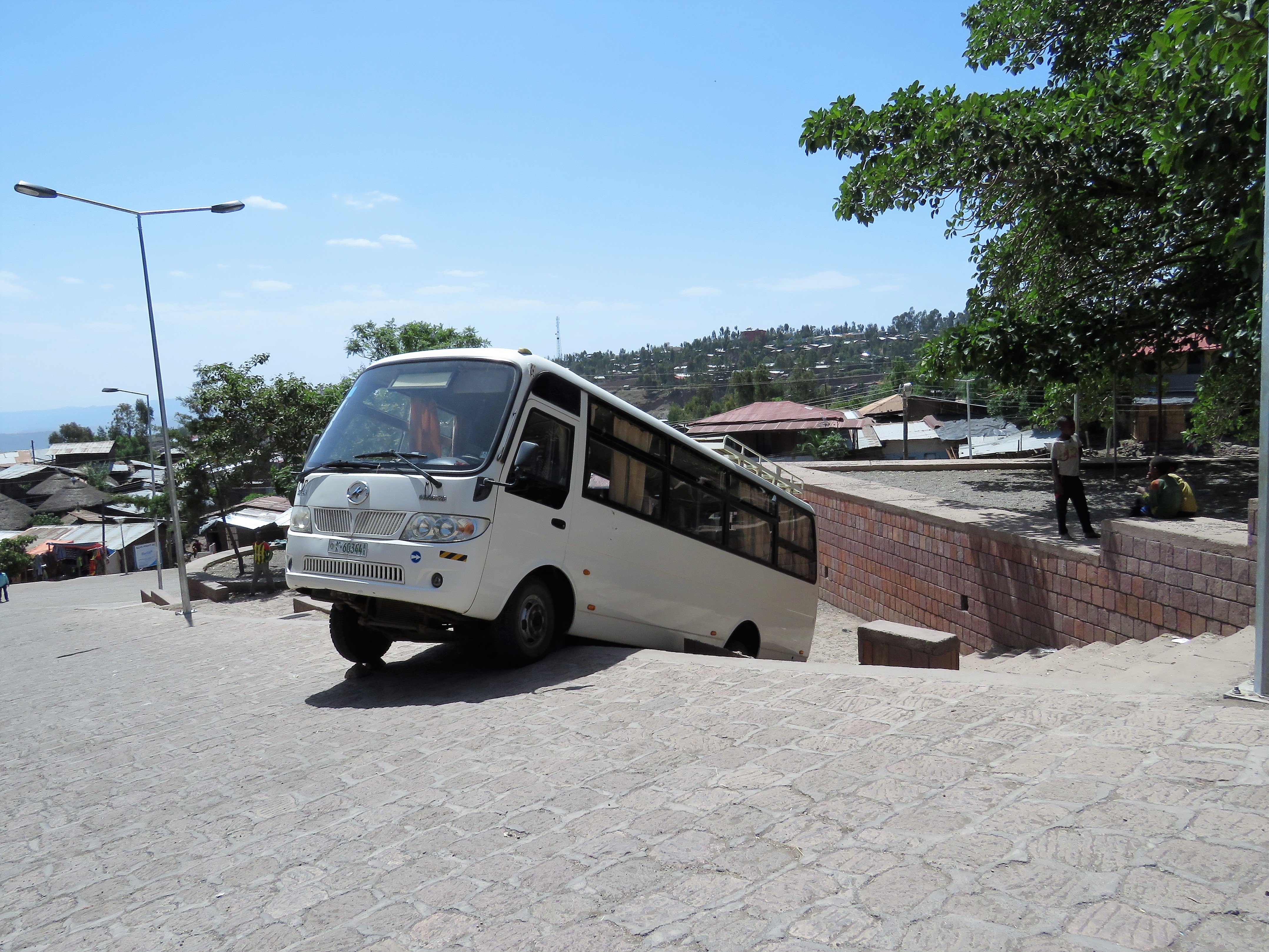
Ejemplo de un vehículo bloqueado al situarse sobre un fuerte ángulo de ruptura

El ángulo de ruptura es una medida relevante del rendimiento de un vehículo en muchas situaciones comunes de algunos tipos de vehículos o circunstancias, incluyendo:
- Todoterrenos
- Vehículos para la carga de automóviles utilizando una rampa
- Cruce por un paso a nivel
- Sobrepasar elementos elementos reductores de la velocidad
- Cruce de rampas de carga en ferris

Si un vehículo circula sobre un ángulo ventral mayor del que puede superar, tocará el vértice del ángulo, lo que probablemente le impedirá continuar en su dirección de desplazamiento, pudiendo incluso inmovilizarlo por completo.

## Cálculo
Suponiendo que no hay deflexión de los neumáticos y considerando un escenario ideal de ángulo ventral (dos superficies planas que convergen en un punto; y un vehículo con el punto más bajo del chasis ubicado en su sección media), se puede calcular una "aproximación" del ángulo ventral de un vehículo de la siguiente manera:
{\displaystyle {\text{ángulo de rampa}}_{aproximado}=2\cdot \arctan \left({\frac {2\cdot {\text{altura libre}}}{\text{batalla}}}\right)}